# 法莱阿圣县
法萊阿聖縣（英語：Faleasao County）是美屬薩摩亞馬努阿區的一個縣。該縣轄下唯一的村莊也稱為法萊阿聖。

## 人口統計
法萊阿聖縣首次的人口記錄是從1912年的特別人口普查開始的。從1920年開始，每十年進行一次定期人口普查。